# Darman y Kudelin

Los territorios búlgaros en el siglo : El territorio semiindependiente de Darman y Kudelin se encuentra al noroeste, marcado con un 3.

Darman (en búlgaro: Дърман, también Drman, Dǎrman, Durman) y Kudelin (Куделин) fueron dos nobles búlgaros que conjuntamente gobernaron la región de Braničevo (en la actual Serbia) como autócratas independientes o semiindependiente en el siglo XIII (1273–1291). Considerados por los historiadores como «probablemente búlgaros de origen cumano», los dos hermanos utilizaron el estado de debilidad de la administración centralizada en la región para convertirse en independientes del Segundo Imperio búlgaro o el Reino de Hungría en 1273. La capital de sus dominios era la fortaleza de Zhdrelo (Ždrelo, «barranco»), en el río Mlava. Confiando en sus ejércitos que estaban formados por pueblos de diferentes etnias, pero en su mayoría eran búlgaros, tártaros y cumanos, los hermanos eran de un «espíritu muy independiente y sin miedo de nadie».
Ellos frecuentemente atacaban a su vecino del oeste, el vasallo húngaro Esteban Dragutin del Reino de Sirmia, en Mačva, un área que anteriormente estaba bajo la soberanía de Isabel de Hungría. La reina húngara había enviado tropas para reclamar Braničevo en 1282-1284, pero sus fuerzas habían sido rechazados y las tierras de su vasallo saqueadas en represalia. Otra campaña, esta vez organizada por Dragutin e Isabel, no pudo conquistar los dominios de Darman y Kudelin en 1285 y sufrieron otra incursión de los hermanos. No fue sino hasta 1291, cuando una fuerza conjunta de Dragutin y el rey serbio Esteban Milutin logró derrotar a los hermanos y, por primera vez, la región estuvo bajo el dominio de un gobernante serbio, ya que fue anexada por Dragutin. Los hermanos probablemente fueron muertos en esta campaña, ya que desaparecen de las fuentes históricas a partir de entonces.
Darman y Kudelin fueron parientes o asociados cercanos del déspota búlgaro Shishman de Vidin, el fundador de la dinastía de gobernantes búlgaros Shishman, ya que procedió a atacar los dominios serbios al oeste, probablemente como respuesta por la anexión de Dragutin en Braničevo.